# Салимгареева, Рамиля Минигалеевна
 Салимгареева, Рамиля Минигалеевна  (род. 5 июня 1950 года) — артистка Сибайского театра драмы (1972—1998), Национального Молодёжного театра РБ (с 1998), народная артистка Башкирской АССР (1986). Член Союза театральных деятелей (1977).

## Биография
Салимгареева Рамиля Минигалеевна родилась 5 июня 1950 года в селе Старо-Хусаиново Давлекановского района БАССР (ныне село Хусаиново Давлекановского района РБ). Её родители — демские башкиры Миннигали и Фатима, поженились в семнадцать лет. Отец работал главным бухгалтером в колхозе.
До шести лет Рамиля Минигалеевна была незрячей. Уфимские врачи излечили заболевание девочки. В 15 лет, по окончании 9 классов, после трагической гибели родителей, она работала дояркой в Казангуловском опытно-полевом хозяйстве Давлекановского района БАССР. Получив паспорт, Рамиля уехала в Уфу, где работала почтальоном — обслуживала улицу Северодвинскую в Черниковке. Затем работала токарем на заводе, где играла в художественной самодеятельности.
...«Я знаю, что мне ничего не даётся просто так. Всё, до малейшей позиции, я достигаю только упорным трудом»
В 1972 году окончила актёрское отделение Уфимского училища искусств (педагог Фардуна Касимовна Касимова). По окончании работала в Сибайском театре драмы. В Сибае она вышла замуж, родила детей — сына и дочь.
С 1998 года Рамиля Минигалеевна работала в Национальном Молодёжном театре РБ в Уфе.
Актриса комедийного жанра.
В Национальном молодёжном театре поставила спектакль по написанной ею пьесе «Ғүмерҙәрем — ҡалҡып килгән ҡояш» («Жизнь моя — восходящее солнце»; 2008).

## Роли в спектаклях
Роли в Сибайском театре драмы: Валима («Һыу юлы» — «Родник» Н.Асанбаева; дебют, 1972), Луиза («Мәкер һәм мөхәббәт» — «Коварство и любовь» Ф.Шиллера), Газиза («Ғәзизәкәй балдыҙ» — «Свояченица Газиза» Р. А. Сафина), Шамсия («Ҡоҙаса» — «Свояченица» Б.Бикбая и З. Г. Исмагилова), Диляфруз («Диләфрүзгә дүрт кейәү» — «Четыре жениха Диляфруз» Т. Г. Миннуллина);
Роли в Национальном Молодёжном театре — Мастура («Ауылға ҡыҙҙар килде» — «Приехали девушки в село» Н.Гаитбая), Унганбика («Ҡыҙ урлау» — «Похищение девушки» М.Карима), Мать («Дала ҡиссаһы» — «Половецкая мистерия» Ф. М. Булякова), Бабушка («Беҙҙең өйҙөң йәме» — «Радость нашего дома» по произведениям М.Карима).

## Награды и звания
- Народная артистка Башкирской АССР (1986).
- Заслуженная артистка Башкирской АССР (1981).
- Лауреат премии Союза театральных деятелей Башкортостана им. Б. Юсуповой «За лучшую женскую роль сезона» (1995).